# Черноград
Черноград (болг. Черноград) — село в Бургасской области Болгарии. Входит в состав общины Айтос. Находится примерно в 12 км к западу от центра города Айтос и примерно в 39 км к северо-западу от центра города Бургас. По данным переписи населения 2011 года, в селе  проживало 540 человек.

## Население
| Год     | 1934 | 1946 | 1956 | 1965 | 1975 | 1985 | 1992 | 2001 | 2011 |
| ------- | ---- | ---- | ---- | ---- | ---- | ---- | ---- | ---- | ---- |
| Жителей | 804  | 845  | 748  | 890  | 882  | 715  | 710  | 676  | 540  |

| Национальность  | Человек | Процент |
| --------------- | ------- | ------- |
| болгары         | 83      | 15,96%  |
| турки           | 374     | 71,92%  |
| цыгане          | 59      | 11,35%  |
| не определились | 4       | 0,77%   |
| Всего ответов   | 520     |         |

|  |